# Ballao
Ballao es un municipio de Italia de 971 habitantes en la provincia de Cerdeña del Sur, región de Cerdeña. Está situado a 45 km al noreste de Cagliari.

## Historia
Ballao nace en torno al año 1300, cuando los habitantes del antiguo poblado de Nuraxi, situado en una zona montañosa, decidieron desplazarse hacia el valle del río Flumendosa para poder desarrollar la agricultura y la ganadería de manera más eficiente.
Del antiguo poblado de Nuraxi sólo se conserva la iglesia de Santa María, donde cada lunes de Pascua se celebra una de las fiestas religiosas más importantes de la localidad. El territorio donde Nuraxi estaba emplazado forma parte en la actualidad del municipio de Silius, a excepción de la iglesia de Santa María.
Su máximo de población fue alcanzado durante los años 1960, llegando a los 1.679 habitantes. Sin embargo, la falta de trabajo (la mayor parte del poblado trabajaba en la agricultura, ganadería o minería) provocó que la población joven emigrara a otras partes de Italia o a otros países. La mina, situada a dos kilómetros del poblado, ya no se encuentra activa, pero se pueden realizar visitas guiadas.

### Origen del nombre
El nombre tiene un origen español: "Balay", que significa "cesta", "cuenca" o "bandeja". Posteriormente derivó en "Balau", palabra que puede encontrarse en documentos notariales aragoneses, documentos de compraventa o legados de la iglesia. En estos documentos se hacía referencia al municipio como "La villa debalau", uniendo la preposición "de" al nombre.

## Evolución demográfica
| Gráfica de evolución demográfica de Ballao entre 1861 y 2001 |
|                                                              |
| Fuente ISTAT - Elaboración gráfica de Wikipedia              |